# 황희찬 (외교관)
황희찬(黃熙贊, 1903년 10월 24일~ 1999년 7월 30일)은 대한민국의 외교관이다. 본관은 창원(昌原).

## 학력
- 사우스 다코타 휴런 대학교 농학 학사
- 뉴욕 대학교 생물학 학사

## 주요 이력
대한제국 평안북도 선천에서 출생하였으며 1906년에 일가족과 함께 대한제국 한성부로 이주하였으며 1925년에서부터 1934년까지 미국 유학을 한 그는 훗날 1948년에서부터 1949년까지 초대 대한민국 내무부 차관으로 재임하였다. 그 후 1962년 연세대학교 객원교수를, 1968년 한양대학교 겸임교수로 임용되었다.

## 경력
- 연세대학교 객원교수
- 한양대학교 겸임교수
- 내무부 차관 직무대행 서리
- 초대 내무부 차관